# Jean-Pierre Dalès
Pas d'image ? Cliquez ici

a Compétitions nationales et continentales officielles uniquement.

Jean-Pierre Dales, né le 9 juillet 1951 à Brive-la-Gaillarde, est un ancien joueur de rugby à XV, évoluant au poste de pilier.

## Carrière de joueur

### En club
- 1970-1983 : CA Brive

Le 15 mai 1981, il joue le deuxième match de l'histoire des Barbarians français contre Crawshay's à Clermont-Ferrand. Les Baa-Baas l'emportent 34 à 4.

## Palmarès

### En club
Avec le CA Brive
- Championnat de France de première division :
  - Vice-champion (2) : 1972 et 1975
- Challenge Yves du Manoir :
  - Finaliste (1) : 1974